# Deutzia taiwanensis
Deutzia taiwanensis är en hortensiaväxtart som först beskrevs av Carl Maximowicz, och fick sitt nu gällande namn av Camillo Karl Schneider. Deutzia taiwanensis ingår i släktet deutzior, och familjen hortensiaväxter. Inga underarter finns listade i Catalogue of Life.